# Condecoraciones de Castilla-La Mancha

Escudo de Castilla-La Mancha.

Las Condecoraciones de Castilla-La Mancha constituyen del conjunto de distinciones civiles entregadas por las autoridades de esta región española, en reconocimiento a las personas o entidades que hayan realizado actuaciones beneficiosas para Castilla-La Mancha, independientemente de su origen. La norma básica de esta comunidad autónoma en materia de recompensas es el Decreto del Consejo de Gobierno Castellano-manchego  75/1992, de 12 de mayo de 1992, de concesión de condecoraciones y distinciones de la Junta de Comunidades de Castilla-La Mancha, que derogó otra anterior aprobado en el año 1983. Todas las condecoraciones y distinciones castellano-manchegas tienen un carácter honorífico al no conllevar prestación económica alguna. El Consejo de Gobierno es el órgano encargado de aprobar, mediante acuerdo, los nombramientos correspondiendo la iniciativa a su presidente y algunas entidades de la región. La Junta de Comunidades de Castilla-La Mancha consigna los datos de los galardonados con estas y otras distinciones en los Libros de condecoraciones y distinciones con fines de registro. 

## Medalla de Castilla-La Mancha
Medalla de Oro de Castilla-La Mancha: Otorgada a personas, instituciones y entidades por servicios considerados eminentes que hayan favorecido los intereses de la región. Su concesión se encuentra limitada a un máximo de tres por año, computando por uno cuando se destinen a título colectivo y  no computando las concedidas "a título póstumo" ni las destinadas a autoridades españolas o de otros países entregadas por motivos de cortesía o reciprocidad Su insignia consiste en una medalla de forma ovalada con unas dimensiones de 35 milímetros de alto y 25 de ancho, decorada con un bisel esmaltado en rojo con filigrana. En su anverso aparece reproducido el campo del escudo de Castilla-La Mancha, con la forma de la medalla, rodeado por una orla y acompañado de la leyenda "Castilla-La Mancha", situada sobre él. La medalla propiamente dicha se encuentra rematada con la corona real de España, reproducida en ambas caras. En los casos en que el condecorado sea una persona, la insignia se sujeta con una anilla y asa que la unen a un cordón realizado en seda que se coloca en el cuello.

## Deporte
- Medalla y Placa al Mérito Deportivo en Castilla-La Mancha: Fue creada por la Orden de la Consejería de Educación, Cultura y Deportes de 11 de junio de 1997, sobre premios y distinciones al mérito deportivo en Castilla-La Mancha. La medalla está destinada a aquellas personas por los servicios a favor del deporte en la región y que hayan logrado destacar de forma notable en su práctica, organización o desarrollo. Cuenta con tres categorías:
  - Medalla de Oro
  - Medalla de Plata
  - Medalla de Bronce

Su insignia consiste en una medalla ovalada realizada en metal con un baño que le dé la apariencia asociada a los metales correspondientes a cada una de sus categorías. En su anverso figurará la versión logotipada del escudo de la región utilizada por la Junta. En su reverso, puede leerse la denominación de esta medalla, los datos del receptor y la fecha de concesión. La insignia se sujeta con un pasador con el que está unido mediante una cinta con los colores rojo y blanco, extraídos de la bandera regional.
La Placa al Mérito Deportivo en Castilla-La Mancha cuenta con la misma finalidad que la medalla pero se otorga a entidades, tanto públicas como privadas, tiene dos modalidades diferentes:
- Placa de Oro
- Placa de Plata

La placa tiene forma rectangular y está realizada en metal con un baño que le otorgue la apariencia de los metales asociados a cada una de sus categorías. Pose una longitud de 30 centímetros de largo por 20 de ancho. En ella se encuentra reproducida la versión logotipada del escudo de la región utilizada por la Junta y puede leerse la inscripción "Al Mérito Deportivo en Castilla-La Mancha", el nombre de la entidad recompensada y la fecha de otorgamiento.

## Sanidad
- Medalla y Placa al Mérito Sanitario en Castilla-La Mancha: Adoptada mediante el Decreto de la Consejería de Sanidad 34/2003 de 11 de junio de 1997, de la Medalla y Placa al Mérito Sanitario en Castilla-La Mancha, premia a personas y entidades por su contribución al progreso y mejora de la sanidad en Castilla-La Mancha. La medalla está pensada para personas mientras que la placa se entrega a entidades.

La insignia de la medalla es de forma circular, está fabricada en plata  y posee un diámetro de 73 milímetros. En su anverso, situado en su parte central aparece reproducido el la versión logotipada del escudo castellano-manchego usada por la Junta, acompañada de la inscripción "Al Mérito Sanitario" y una orla realizada en relieve cincelado, situada en tres cuartas partes del perímetro de la medalla. En el reverso, situado en su espacio central puede leerse la misma expresión grabada en el anverso, los datos del titular y el día de su concesión. Esta insignia va acompañada de otra, idéntica pero de menor tamaño, para que pueda ser usada como miniatura o insignia de solapa.
La placa, realizada en plata, tiene forma rectangular curvilínea y mide 240 milímetros de ancho por 170 de alto. Posee unos cortes en la esquina superior derecha e inferior izquierda, con forma de cartabón, dejando un pequeño espacio a diferente nivel del plano general, con calidad de cincelado. En su parte superior, desplazada hacia la izquierda (a la vista del espectador) puede verse la versión logotipada del escudo de la comunidad autónoma, realizada en relieve y esmaltada. En la parte central de la placa figurará escrita en dos líneas la leyenda "Al Mérito Sanitario - Castilla-La Mancha" junto con el nombre de la entidad recompensada. La placa propiamente dicha, va situada sobre fondo aterciopelado, con un marco de madera.

## Social
- Medalla al Mérito en la Iniciativa Social de Castilla-La Mancha: Establecida por el Decreto del Consejo de Gobierno 54/2012, de 9 de febrero, de creación de la Medalla al Mérito en la Iniciativa Social de Castilla-La Mancha, desarrollado por la Orden de Consejería de Sanidad y Asuntos Sociales, de 22 de mayo de 2012, por la que se desarrolla el Decreto 54/2012, de 9 de febrero, de creación de la Medalla al Mérito en la Iniciativa Social de Castilla-La Mancha. Sirve como reconocimiento público a personas y entidades que destacan por la labor realizada en el ámbito de la iniciativa social,  promoviendo los valores del altruismo, la solidaridad, la tolerancia y la libertad y que hayan destacado por su entrega e iniciativa, realizada de forma responsable y libre, en las áreas del voluntariado, la acción social y la cooperación al desarrollo. En el caso de las personas, es posible efectuar nombramientos a título póstumo.

La insignia de esta medalla, fabricada en plata con un baño de oro, es ovalada y tiene una longitud de 50 milímetros de altura y 36 milímetros de anchura. En su anverso aparece, reproducido en esmalte, el escudo de la comunidad autónoma. En la parte superior, cerca del borde, puede leerse "Al Mérito en la Iniciativa Social" realizado en alto relieve. En el reverso de la insignia figura la inscripción "Decreto 54/2012 - Castilla-La Mancha", realizada con la misma técnica que la situada en el otro lado. La medalla se porta sobre el pecho mediante un broche o prendedor con cinta de 2,5 centímetros, hecha de raso y mostrando los colores de la región, rojo carmesí a la izquierda y blanco a la derecha. También podrá, alternativamente, llevarse colgada del cuello mediante un cordón de seda con los mismos colores.

Junto a las condecoraciones, la Junta de Comunidades de Castilla-La Mancha cuenta con otras distinciones establecidas en el Decreto de concesión de condecoraciones y distinciones de 1992,  son los títulos de Hijo Predilecto y Adoptivo de Castilla-La Mancha, las Placas de Reconocimiento al Mérito Regional y los Diplomas por Prestación de Servicios a la Administración Regional. También se pueden ordenar emisiones puntales, medallas regionales conmemorativas de determinados aniversarios o eventos.